# Теорема о двойном пузыре

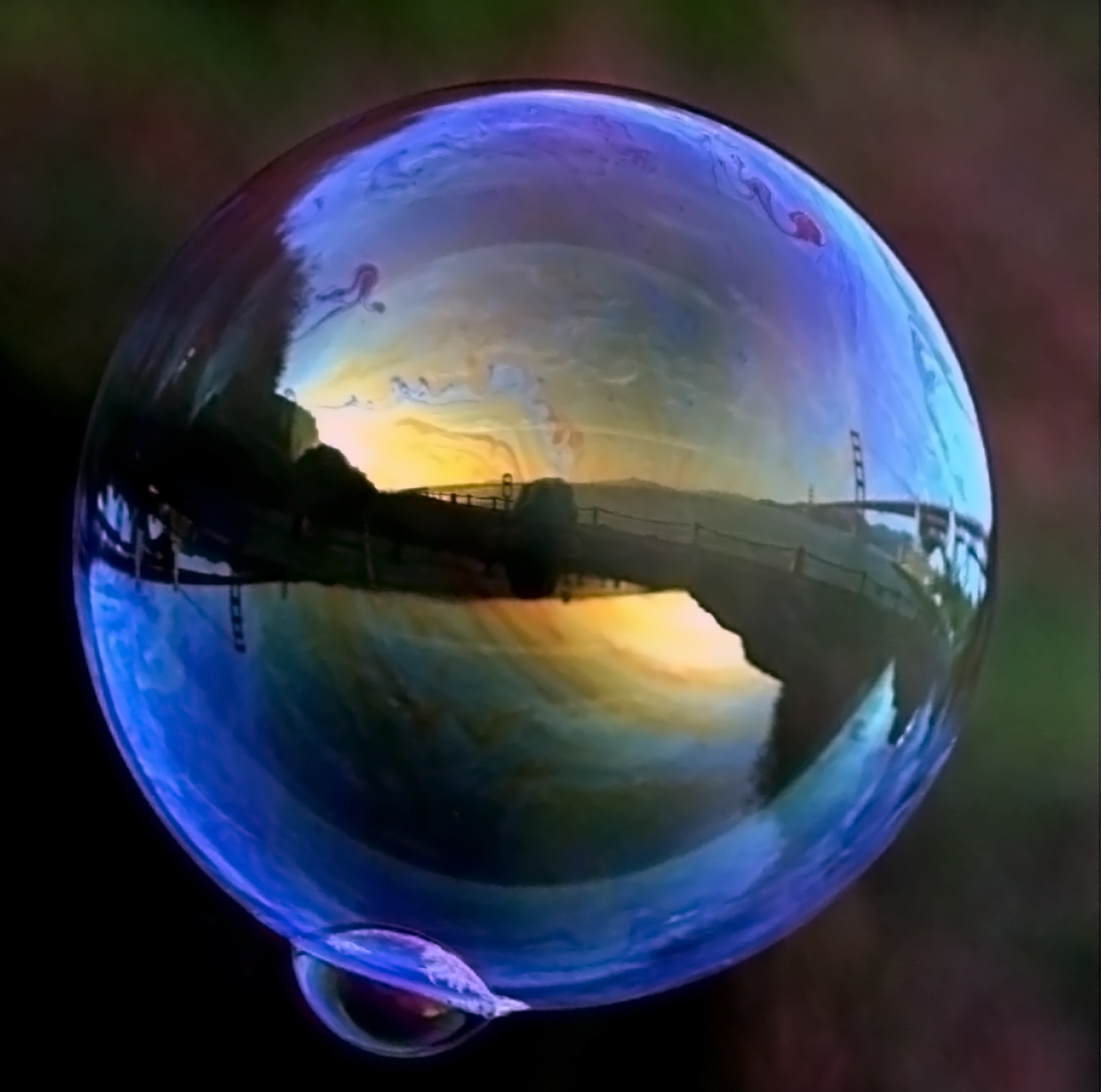
Двойной пузырь

Теорема о двойном пузыре гласит, что стандартный двойной пузырь (то есть три сферические шапки, сходящиеся под углом 120° на общей граничной окружности) имеет минимальную площадь среди всех поверхностей, содержащих два отделения объёмами {\displaystyle V_{1}} и {\displaystyle V_{2}}.
Доказательство сочетает в себе несколько ингредиентов.
Компактность спрямляемых потоков (обобщенных поверхностей) показывает, что решение существует.
Симметрия используется для доказательства, что решение должно быть поверхностью вращения, и имеет ограниченное число гладких кусков.
Далее доказывается, что среди поверхностей вращения только стандартный двойной пузырь имеет локально минимальную площадь.
Теорема о двойном пузыре обобщает изопериметрическое неравенство, согласно которому оболочка с минимальным периметром любой области представляет собой круг, а оболочка с минимальной площадью поверхности любого отдельного объёма представляет собой сферу.

## История
Трёхмерное изопериметрическое неравенство, согласно которому сфера имеет минимальную площадь поверхности для своего объёма, было сформулировано Архимедом, и было строго доказано Германом Шварцем в 19 веке.
В 19 веке Джозеф Плато изучал двойной пузырь, и истинность теоремы о двойном пузыре была принята без доказательства.
К 1989 году проблема двойного пузыря стала популярной.
В 1991 году Джоэл Фойзи, студент бакалавриата Уильямс-колледжа, был лидером команды студентов, которые доказали двумерный аналог гипотезы о двойном пузыре.
В своей студенческой диссертации Фойзи был первым, кто сформулировал гипотезу о трёхмерном двойном пузыре.
Доказательство в случае двух равных объёмов было получено Джоэлом Хассом и Роджером Шлафли в 1995 году и опубликовано в 2000 году.
Доказательство общей гипотезы получено Хатчингсом, Морганом, Риторе и Роса в 2000 году и опубликовано в 2002.
После более ранней работы над четырёхмерным случаем  обобщение на высшие размерности было опубликовано Рейхардтом в 2008 году , а в 2014 году Лоулор опубликовал другое доказательство.

## Вариации и обобщения

Двойные пузыри на плоскости.

Джон М. Салливан предположил, что для любой размерности {\displaystyle d} минимальное плёнка ограничивающая {\displaystyle d+1} данных объёмов (не обязательно равных) имеет форму стереографической проекции симплекса.
В частности, в этом случае все границы между пузырьками были бы участками сфер.
Частный случай этой гипотезы для трёх пузырей в двух измерениях был доказан; в этом случае три пузырька образованы шестью дугами окружности и прямыми отрезками, встречающимися в том же комбинаторном порядке, что и ребра тетраэдра.
Для бесконечного числа равных областей на плоскости набором кривых минимальной длины, разделяющих эти области, является шестиугольный паркет, известный по пчелиным сотам.
Оптимальность (гипотеза сот) была доказана Т. К. Хейлзом в 2001 году.
Для той же задачи в трёх измерениях оптимальное решение неизвестно; лорд Кельвин предположил, что оно было дано структурой, комбинаторно эквивалентной усеченным кубическим сотам, но эта гипотеза была опровергнута открытием структуры Вейра — Фелана, разделения пространства на ячейки равного объёма двух разных форм с использованием меньшей средней площади поверхности на ячейку.